# Witalij Kowałenko
Witalij Kowałenko (ur. 12 kwietnia 1984 w Browarach na Ukrainie) – ukraiński koszykarz występujący w pozycji silnego skrzydłowego, posiadający także polskie obywatelstwo, obecnie zawodnik Trefla Sopot.
W sezonie 2014/2015 zawodnik Wilków Morskich Szczecin, w barwach których grał z numerem 15. W lipcu 2015 podpisał umowę ze Śląskiem Wrocław. W maju 2016, po zakończeniu sezonu 2015/2016, został zawodnikiem klubu MKS Dąbrowa Górnicza.
Kowałenko jest wychowankiem Znicza Jarosław. Jako junior otrzymał pozwolenie na występowanie w rozgrywkach juniorskich w Polsce (obcokrajowcy mogą w nich występować tylko po otrzymaniu stosownej zgody od związku koszykarskiego). Dzięki temu w polskiej lidze występował jako tzw. „zawodnik miejscowy” (traktowany tak samo jak polski koszykarz, mimo braku polskiego obywatelstwa), pomimo że grał w niej na licencji ukraińskiej. W 2017 otrzymał polskie obywatelstwo.
28 lipca 2018 został zawodnikiem BM Slam Stal Ostrów Wielkopolski.
3 lipca 2019 dołączył do Trefla Sopot.

## Osiągnięcia
Stan na 3 lipca 2019.
Drużynowe
- Mistrz Ukrainy (2012)
- Wicemistrz Ukrainy (2014)
- Zdobywca pucharu Polski (2019)[11]
- Ćwierćfinalista:
  - Eurocup (2012)
  - EuroChallenge (2013)
- Top 16 Euro Cup (2014)
- Awans do PLK (2006)

Indywidualne
- MVP Pucharu Mieczysława Łopatki (2015)[12]
- Uczestnik meczu gwiazd ligi ukraińskiej (2011)[13]